# R. 마다반
R. 마다반(R. Madhavan, 1970년 6월 1일 ~ )은 인도의 배우이다.

## 출연작
- 세 얼간이 (2009) - 파르한 역